# Lan (cartunista)
Lanfranco Aldo Ricardo Vaselli Cortellini Rossi Rossini, ou simplesmente Lan, (Montevarchi, 18 de fevereiro de 1925 — Petrópolis, 4 de novembro de 2020), foi um caricaturista italiano radicado na cidade do Rio de Janeiro.

## Biografia

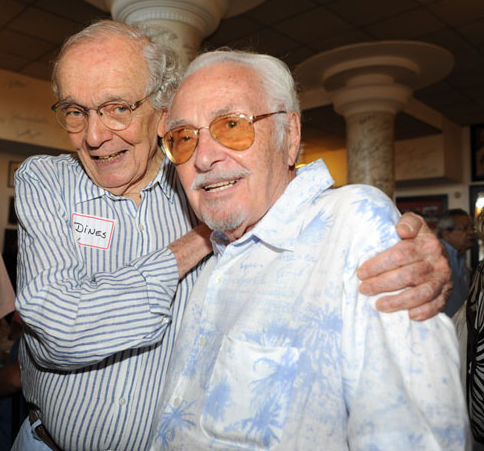
Lan com o jornalista Alberto Dines

Lan, segundo filho de Aristides e Irma Vaselli, tem a infância marcada pela intensa troca de residência, em virtude da profissão do pai, instrumentista. Aos 4 anos, chega com a família - incluindo o irmão mais velho, Giuseppe - ao Brasil, em razão de um convite para Aristides integrar a Orquestra Sinfônica de São Paulo. Três anos mais tarde, por um convite da Orquestra Sinfônica de Montevidéu, a família se muda para o Uruguai. Em 1936, um chamado da Orquestra Sinfônica da Rádio El Mundo, Lan mora por pouco menos de um ano em Buenos Aires, Argentina, quando finalmente a família Vaselli se estabelece no Uruguai com o retorno de Aristides à Orquestra de Montevidéu.
Em 1945 e 1946, Lan inicia nos jornais Mundo Uruguaio e El País a trajetória profissional pela qual é internacionalmente consagrado. Entre 1948 e 1952, já na Argentina, o caricaturista (ele não gosta do anglicismo cartunista ) é contratado pelo Editorial Haynes, à época detentor da maioria das publicações de Buenos Aires e atua em 6 revistas e nos jornais Notícias Gráficas e El Mundo.
Em setembro de 1952, Lan visita à cidade do Rio de Janeiro e aceita o convite do jornalista Samuel Wainer para trabalhar no jornal Última Hora, fixando-se em definitivo na cidade um ano depois. Ainda inaugura, em 1953 a revista FLAN. Tem passagem breve pelo jornal O Globo, quando em 1962 passa a integrar a equipe do Jornal do Brasil, onde permaneceu por 33 anos.
Desde 1960 era casado com a ex-passista da GRES Portela Olívia Marinho e há 35 anos residia em um sítio em Pedro do Rio, município de Petrópolis, no Rio de Janeiro.

## Ítalo-carioca
Na primeira estadia no Brasil, ainda criança, Lan entrou em contato pela primeira vez com a miscigenação de raças. A diversidade que viu durante os dois anos em que viveu no país resultou em um grande fascínio, acessado nas memórias da infância quando, em 1952, em visita à cidade do Rio de Janeiro, deslumbrou-se não somente com o contorno da geografia carioca e com a alegria do povo, mas principalmente com as mulheres. Em especial, as mulatas.
A forma curvelínea da belezas naturais da cidade do Rio de Janeiro está representa na assinatura que o artista usa nas obras. O traçado remete ao Morro do Pão de Açúcar, um dos cartões-postais mais visitados da capital.
Em 1972, Lan recebe o título de Cidadão Honorário da cidade do Rio de Janeiro pela Câmara Municipal. Ainda é condecorado com a Medalha Pedro Ernesto, o título de Carioca Honorário concedido pelo jornal O Globo e o título de Cidadão Honorário de Petrópolis.

## As mulatas
A íntima relação com essas mulheres tem início em São Paulo, quando a família Vaselli contrata a babá Zezé para cuidar e amamentar o pequeno italiano. Tempos depois, o caricaturista confirmaria a devoção ao casar-se com a igualmente mulata Olívia Marinho, passista de Escola de Samba e integrante do trio Irmãs Marinho.
Caricaturadas com sinuosas curvas, as mulatas de Lan exibem a leveza, a graça e a exuberância das mulheres cariocas. Por vezes, os desenhos têm as formas do corpo feminino misturadas às dos morros da cidade. Grande parte da obra de Lan é destinada a elas, a mais conhecida temática do caricaturista.

## Morte
Em novembro de 2020, após dois meses internado no Hospital da Beneficência Portuguesa em Petrópolis, Lan morreu aos 95 anos vítima de problemas relacionados a pneumonia.

## Exposições
- Primeira exposição, aos 23 anos, no Hotel Cassino Nogaró, em Punta del Este (1948)
- Bienal de Humor de Foligno, em Umbria (1965)
- Festival dei Due Mondi, em Spoleto (1965)
- 50 años después, em Montevidéu (1991)
- 50 anos de trabalho, no Museu de Belas Artes, na cidade do Rio de Janeiro (1995)
- Tons do Carnaval, no Shopping Fórum de Ipanema, na cidade do Rio de Janeiro (2001)
- A Velha Guarda da Portela, no Museu da Imagem e do Som, na cidade do Rio de Janeiro  (2001)
- Las Cariocas por Lan, no Centro Cultural da Pontifícia Universidad Católica del Ecuador, em Quito (2004)
- Lan, um Porteño Carioca, no Centro Cultural Recoleta, em Buenos Aires (2005)
- Scènes de Rio - Cenas Cariocas, no Centre Culterel Brésil France, em Paris (2005)
- Ser carioca, na Casa França-Brasil, na cidade do Rio de Janeiro (2006)

## Obras publicadas
- É Hoje! As Escolas de Lan (1978), com textos de Haroldo Costa.
- As escolas de Lan (2002), com textos de Haroldo Costa.